# Moscas en la casa
 (mai 2018).
Si vous disposez d'ouvrages ou d'articles de référence ou si vous connaissez des sites web de qualité traitant du thème abordé ici, merci de compléter l'article en donnant les références utiles à sa vérifiabilité et en les liant à la section « Notes et références ».
 (mai 2018).
 (février 2012).
Le contenu est difficilement compréhensible vu les erreurs de traduction, qui sont peut-être dues à l'utilisation d'un logiciel de traduction automatique.
Singles de Shakira
Ojos Así
(1999) Whenever, Wherever
(2001)
Moscas en la Casa est une ballade pop latine écrite et interprétée par la chanteuse colombienne Shakira. C'est le 5e single de son album plusieurs fois disque de platine ¿Dónde están los ladrones?. Dans la chanson, Shakira explique la tristesse qu'elle ressent après avoir mis fin à une relation amoureuse et comment elle s'est laissée aller à attendre que son amant revienne. Il s'agissait d'une version uniquement destinée à la radio, de ce fait le single n'a pas de clip vidéo.